# Jakob Forssmed

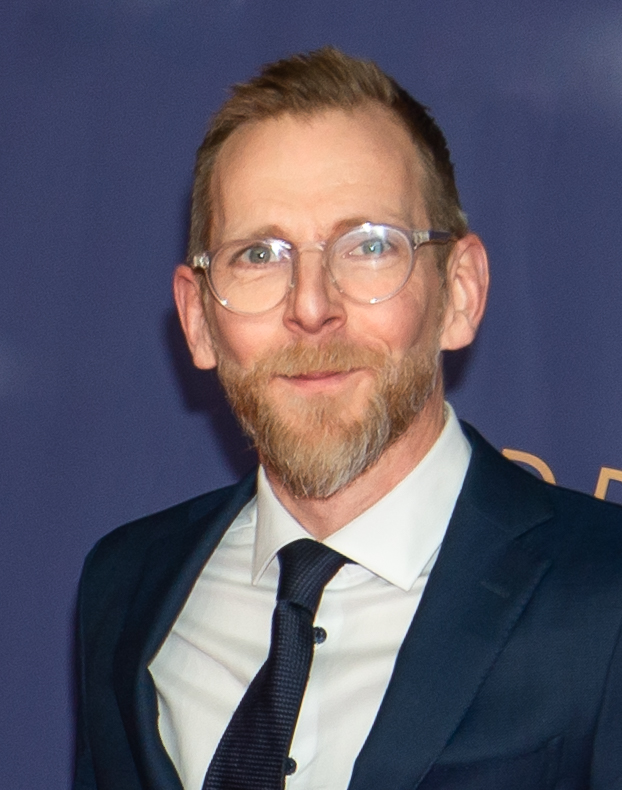
Jakob Forssmed (2023)

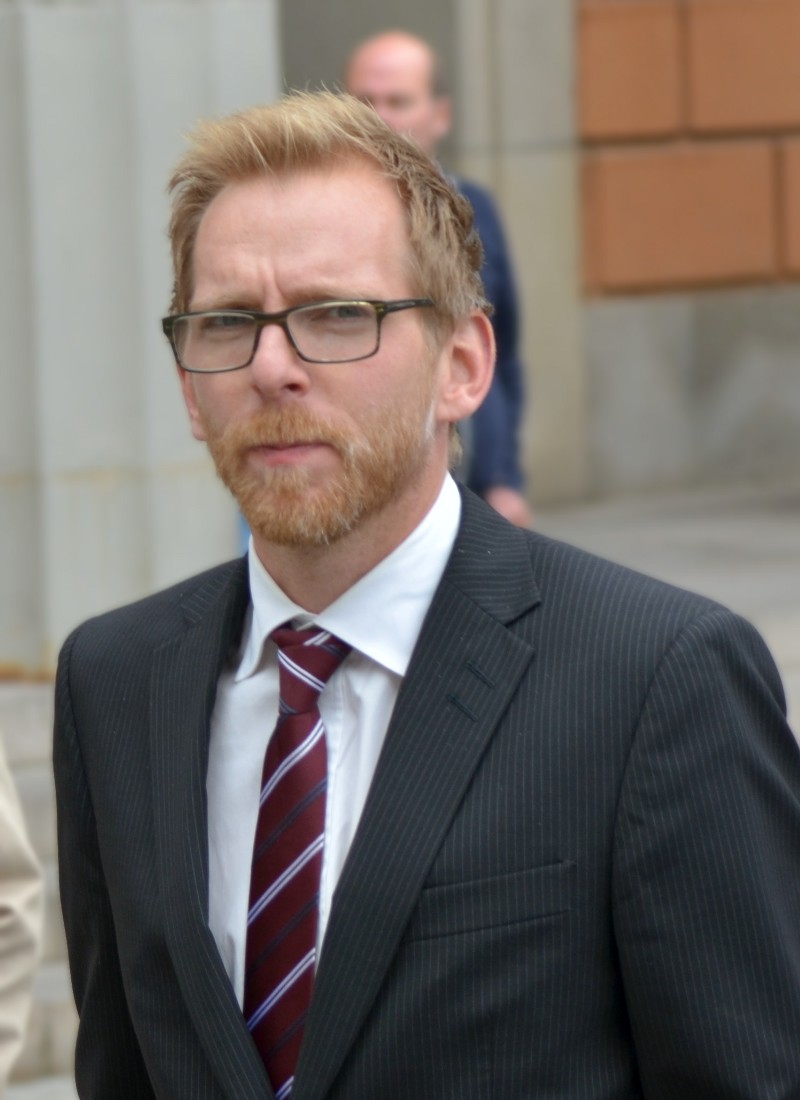
Jakob Forssmed (2012)

Jakob Petter Forssmed (* 28. Dezember 1974 in Huskvarna, Jönköpings län) ist ein schwedischer Politiker der Christdemokraten (Kristdemokraterna), der von 2003 bis 2004 sowie zwischen 2014 und 2022 Mitglied des Reichstages war. Zwischenzeitlich fungierte er zwischen 2006 und 2014 als Staatssekretär im Amt von Ministerpräsident Fredrik Reinfeldt und ist seit dem 18. Oktober 2022 Minister für Soziales und öffentliche Gesundheit in der Regierung Kristersson.

## Leben
Jakob Petter Forssmed, Sohn des Programmierers Arne Forssmed und der Zahnärztin Ia Sundell Forssmed, besuchte von 1991 bis 1994 den sozialwissenschaftlichen Zweig der Obersekundarschule am Sandagymnasiet und erwarb im Rahmen eines Austauschprogramms 1993 auch einen Abschluss an der Ripley High School in West Virginia. Daraufhin begann er 1995 ein Studium der Politikwissenschaften an der Universität Göteborg, das er 2000 als Filosofie kandidat beendete. Während des Studiums begann er sein politisches Engagement und war zunächst 1999 Ombudsman des Kristdemokratiska ungdomsförbundet (KD), der Jugendorganisation der Christdemokraten (Kristdemokraterna). Er war zwischen 2000 und 2001 Politischer Sekretär der Christdemokraten sowie als Nachfolger von Magnus Berntsson von 2001 bis zu seiner Ablösung durch Erik Slottner 2004 Vorsitzender des KDU. 2003 rückte er für die Christdemokraten als Mitglied in den Reichstag nach und gehörte diesem bis 2004 an. Danach war er zwischen 2004 und 2006 Stabschef des Exekutivstabes der Christdemokraten. 
2006 wurde er Staatssekretär im Amt von Ministerpräsident Fredrik Reinfeldt und bekleidete dieses Amt bis zum Ende von Reinfeldts Amtszeit 2014.
Bei der Wahl vom 14. September 2014 wurde Forssmed für die Christdemokraten im Wahlkreis 29 Stockholms län wieder zum Mitglied des Reichstages gewählt und bei den Wahlen am 9. September 2018 und 11. September 2022 jeweils wiedergewählt. Während dieser Zeit war er zwischen 2014 und 2018 zudem stellvertretender Vorsitzender der Fraktion der Christdemokraten sowie von 2014 bis 2022 auch wirtschaftspolitischer Sprecher seiner Partei. Außerdem wurde er 2015 als Nachfolger von Erik Slottner auch Erster Vize-Vorsitzender der Christdemokraten und hatte diese Funktion seither inne. Des Weiteren war er 2016 Mitglied des Ausschusses für Überschussziele sowie 2019 Mitglied der Parlamentarischen Überprüfungskommission.
Am 18. Oktober 2022 wurde Jakob Forssmed Minister für Soziales und öffentliche Gesundheit (socialminister) in der Regierung Kristersson und ist damit zuständig für die Bereiche Öffentliche Gesundheit, Zahnpflege, Psychiatrie, Sport, Zivilgesellschaft und Religionsgemeinschaften.
Er lebt in Sollentuna, ist verheiratet und hat drei Kinder.